# Eristena fulva
Eristena fulva là một loài bướm đêm trong họ Crambidae.